# 270 mm Mle 1885
Il Mortier de 270 Modèle 1885 de Bange era un obice pesante francese progettato da Charles Ragon de Bange ed impiegato durante la prima guerra mondiale.

## Storia
L'11 maggio 1874 il Dipartimento di Guerra francese aveva stabilito i calibri per i cannoni in 120, 155 e 220 mm e per gli obici in 220 e 270 mm. Il 24 maggio 1878 vennero presentati i progetti per gli obici, ma l'adozione e la produzione dell'obice da 270 mm slittarono al 1885. Furono prodotti 32 pezzi, che vennero utilizzati durante la prima guerra mondiale. Allo scoppio delle ostilità nel 1914 il Mle 1885 era il pezzo più grande in dotazione all'Armée dopo i cannoni ferroviari 340 mm Mle 1912 B e G.
Non si sa molto dell'impiego operativo dell'arma. Gli obici da 270 mm vennero usati nella battaglia di Verdun e nella riconquista del Fort Douaumont e del Fort Vaux. Dopo la Grande Guerra il pezzo venne dismesso dai reparti operativi. Nel 1939 risultavano ancora in riserva 24 obici.

## Tecnica
La canna del Mle 1885, in acciaio, era dotata di un otturatore era del tipo a vite interrotta tipo de Bange. La bocca da fuoco era lunga in totale 2,7 m e pesava 5.800 kg.
La bocca da fuoco era incavalcata direttamente sulle orecchioniere del semplice affusto rigido ad aloni in acciaio, detto de siege et de place, con assale anteriore e timone removibile nella coda per il collegamento all'avantreno. L'assale anteriore portava sia le ruote da strada che due piccoli rulli per la movimentazione sulla piattaforma; le due grandi ruote a razze in legno venivano utilizzate per gli spostamenti su strada; quando il pezzo veniva messo in batteria, queste venivano rimosse e l'affusto poggiava interamente sulla piattaforma di tiro. L'energia del rinculo veniva assorbita unicamente dall'attrito dell'affusto sulla piattaforma; dopo ogni tiro il pezzo doveva essere riportato in punteria manualmente, con l'ausilio di leve.
Nel 1891 i pezzi vennero modificati con l'introduzione di un nuovo affût Mle 1891 à chassis et plate forme métallique, che era in realtà una versione in scala opportunamente aumentata del 220 mm Mle 1880/91. L'affusto rigido ad aloni era simile all'originale ma più piccolo, che era incavalcato su un sottoaffusto; questo era costituito da un telaio metallico con due lisce inclinate, poggiante sulla piattaforma di tiro: allo sparo, il pezzo rinculava salendo sulle lisce, frenato dal cilindro idraulico del freno di sparo che collegava l'affusto alla parte anteriore del sottoaffusto, per poi tornare automaticamente in batteria per gravità, grazie all'inclinazione delle lisce di scorrimento.
Il pezzo utilizzava munizioni a cartoccio sacchetto. Per il caricamento il pezzo doveva essere portato ad alzo 0°; il 
caricamento della granata era facilitato da un braccio ruotante che facilitava il sollevamento della cucchiaia.